# Ламберг, Адам
Адам Мэттью Ламберг (англ. Adam Matthew Lamberg; род. 14 сентября 1984, Нью-Йорк, США) — американский актёр. Наиболее известен по роли Дэвид «Гордо» Гордон в сериале «Лиззи Магуайер», который транслировался на канале Disney Channel с 2001 по 2004 год.

## Биография
Адам Ламберг родился в Нью-Йорке. Его отца зовут Марк, а мать, учителя средней школы, — Сюзанна. Отец является евреем, мать имеет французско-канадские корни. Сам Адам называет себя «культурным евреем».
Ламберг получил учёную степень бакалавра в Калифорнийском университете в Беркли, где он специализировался в области географии.

## Фильмография
| Год       |   | Русское название              | Оригинальное название       | Роль                   |
| --------- | - | ----------------------------- | --------------------------- | ---------------------- |
| 1996      | ф | Сияющий город                 | Radiant City                | Стьюи Гудман           |
| 1996      | с | Прогулка мертвеца             | Dead Man's Walk             | Вилли Кэри             |
| 1996      | ф | Я не Раппопорт                | I'm Not Rappaport           | маленький Человек-паук |
| 1998      | ф | День, когда был убит Линкольн | The Day Lincoln Was Shot    | Томас «Тэд» Линкольн   |
| 2001      | ф | Пираты центрального парка     | The Pirates of Central Park | Майк Бромбэк           |
| 2001      | ф | Одинокий                      | Lonesome                    | Джейсон Рэндольф       |
| 2001      | ф | Возмездие Макса Кибла         | Max Keeble's Big Move       | школьник на велосипеде |
| 2001—2004 | с | Лиззи Магуайер                | Lizzie McGuire              | Дэвид «Гордо» Гордон   |
| 2003      | ф | Лиззи Магуайер                | The Lizzie McGuire          | Дэвид «Гордо» Гордон   |
| 2005      | ф | Безумная семейка              | When Do We Eat?             | Лайонел                |
| 2008      | ф | Красивый неудачник            | Beautiful Loser             | Регги                  |

## Личная жизнь
- Любимые виды спорта — теннис и баскетбол[4].
- Фамилия происходит от прадеда, который эмигрировал в США из Польши в начале XX века[4].
- Единственный ребёнок в семье[4].
- Любимый мультсериал — «Симпсоны»[4].
- Является поклонником Кевина Спейси[4].
- Часто посещает бродвейский театр, аргументируя это тем, что любит ощущение живой аудитории[4].
- Приятельствует с актёром Шайа Лабафом, с которым иногда играет в баскетбол[4].